# Paysage d'hiver
Pour les articles homonymes, voir Paysage d'hiver (homonymie).

Pieter Brueghel l'Ancien, Paysage d'hiver avec patineurs et trappe aux oiseaux, 1565, Bruxelles, Musées royaux des Beaux-Arts de Belgique.

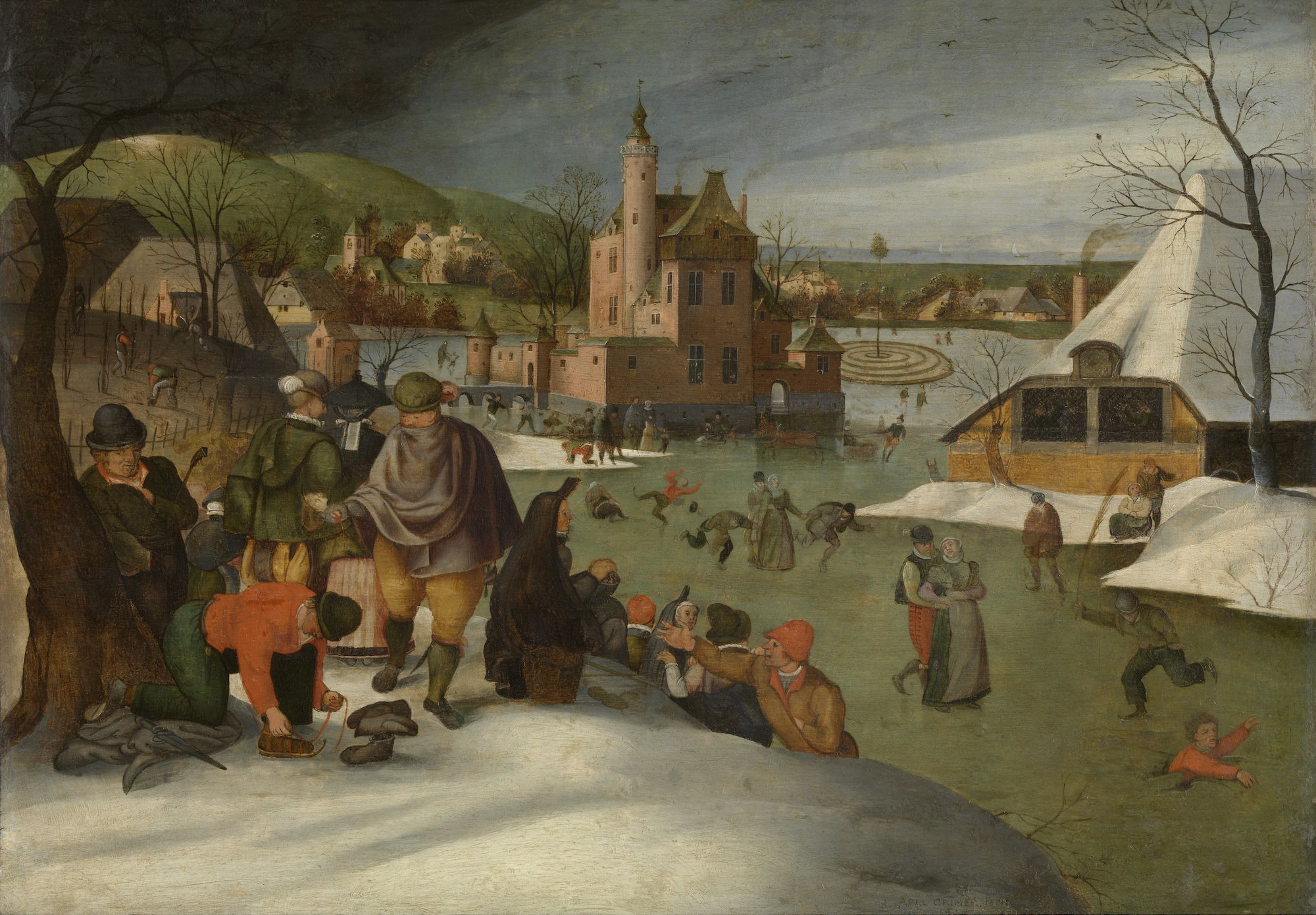
Abel Grimmer, Hiver, 1607, 33 x 47 cm, Anvers, musée des Beaux-arts.

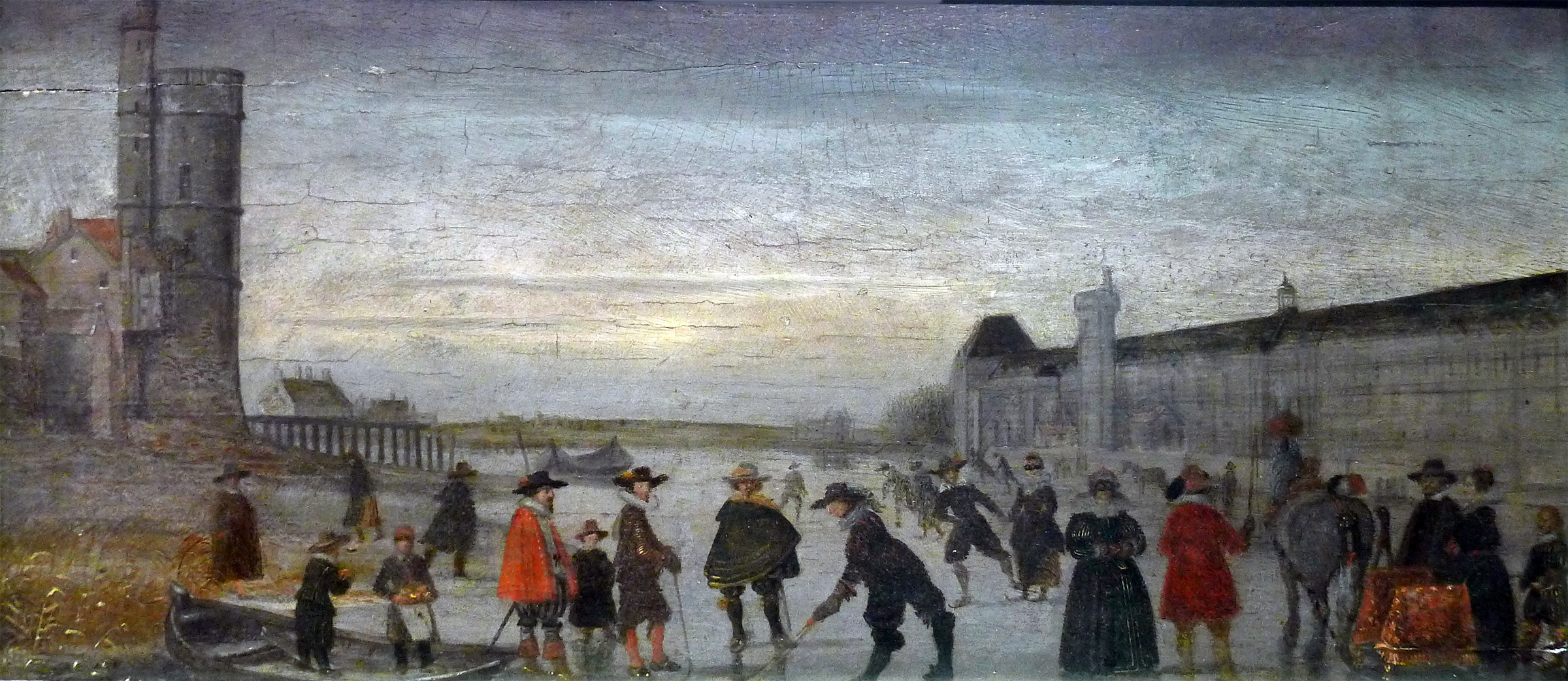
En janvier 1608 la Seine gèle (tableau Patineurs sur la Seine en 1608, École française, Paris, musée Carnavalet)

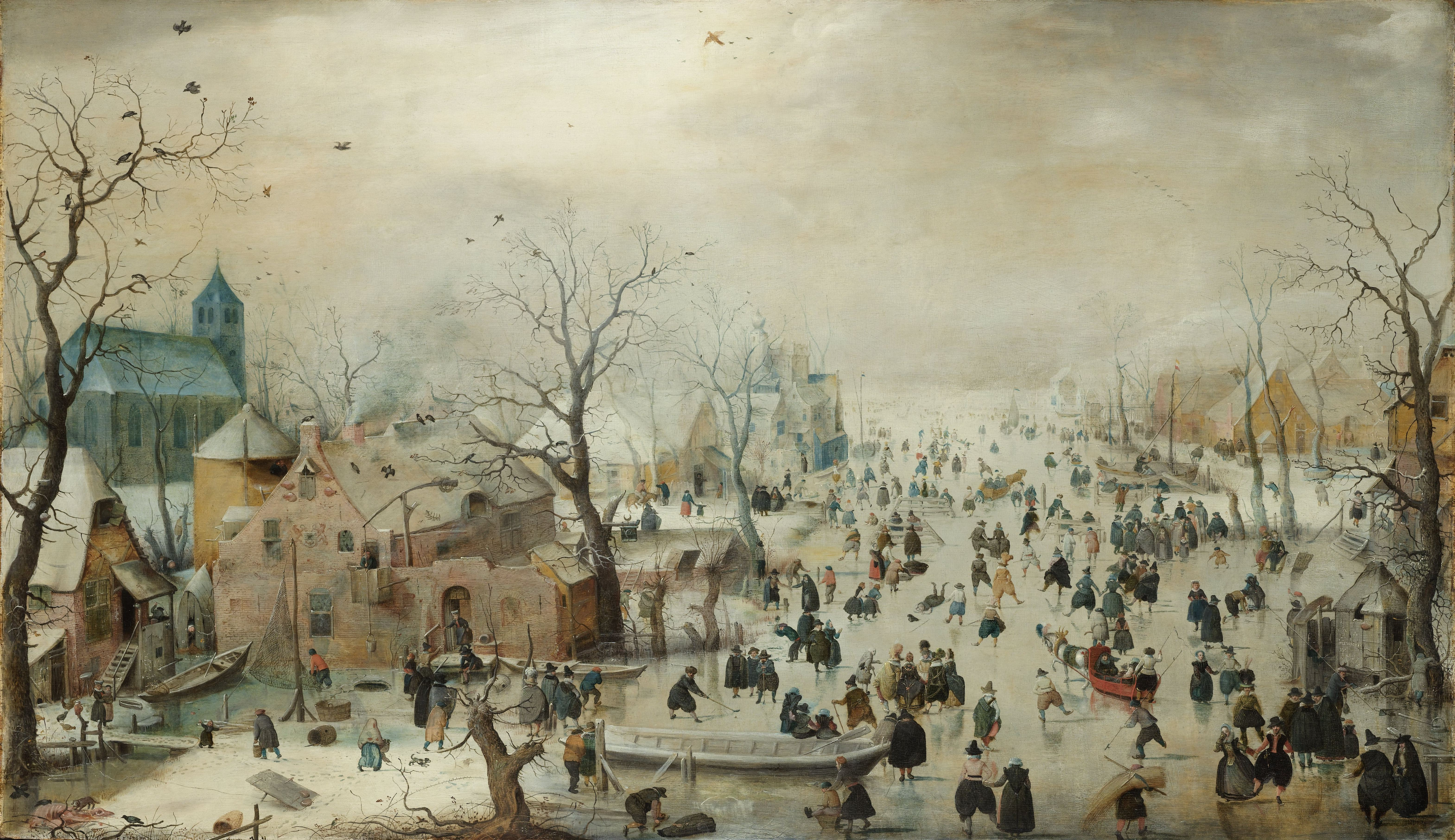
Hendrick Avercamp, Paysage d'hiver, c. 1610, 78 × 132 cm, Amsterdam, Rijksmuseum.

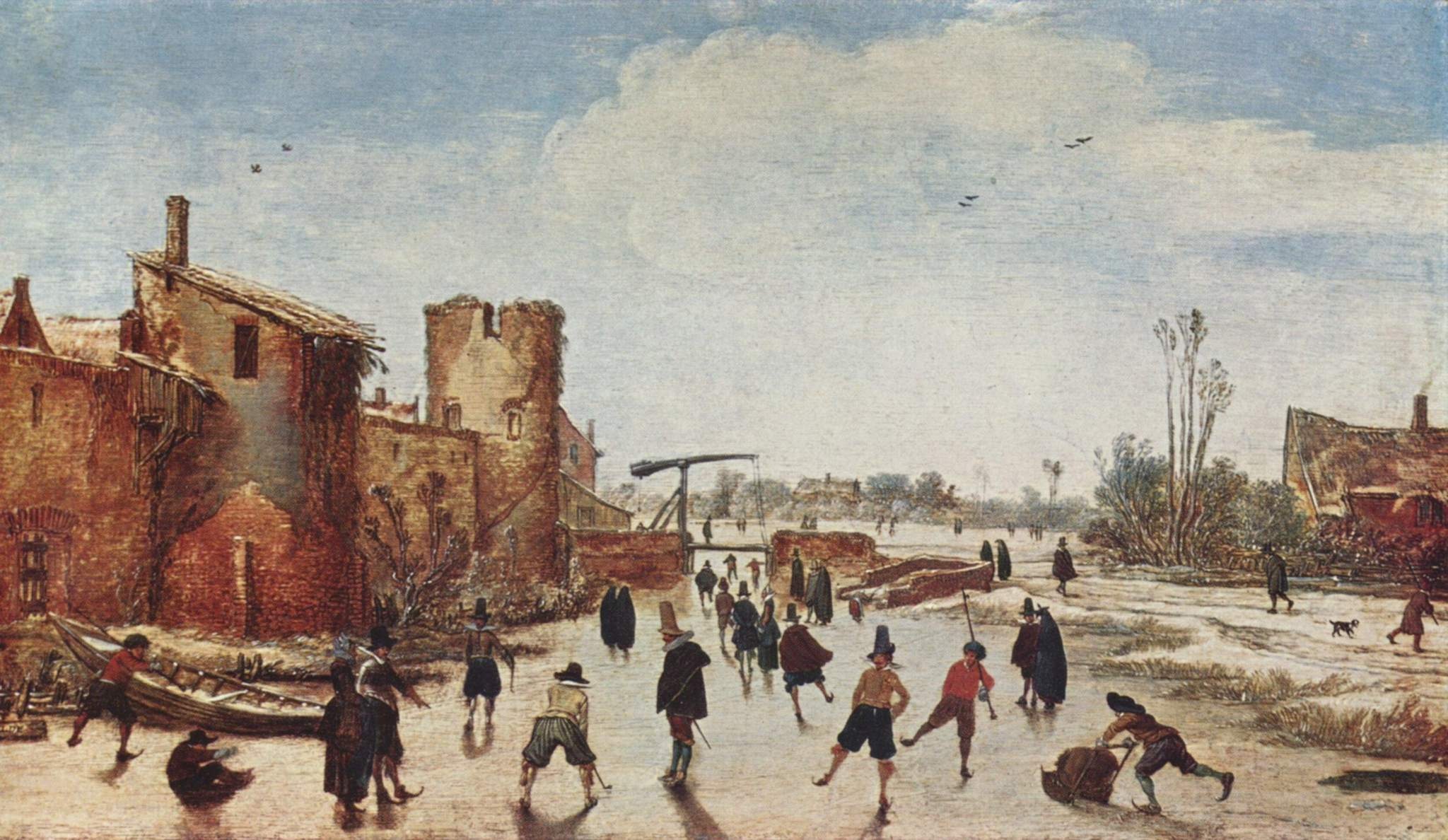
Esaias van de Velde, 1618, 29 × 50 cm, Munich, Alte Pinakothek.

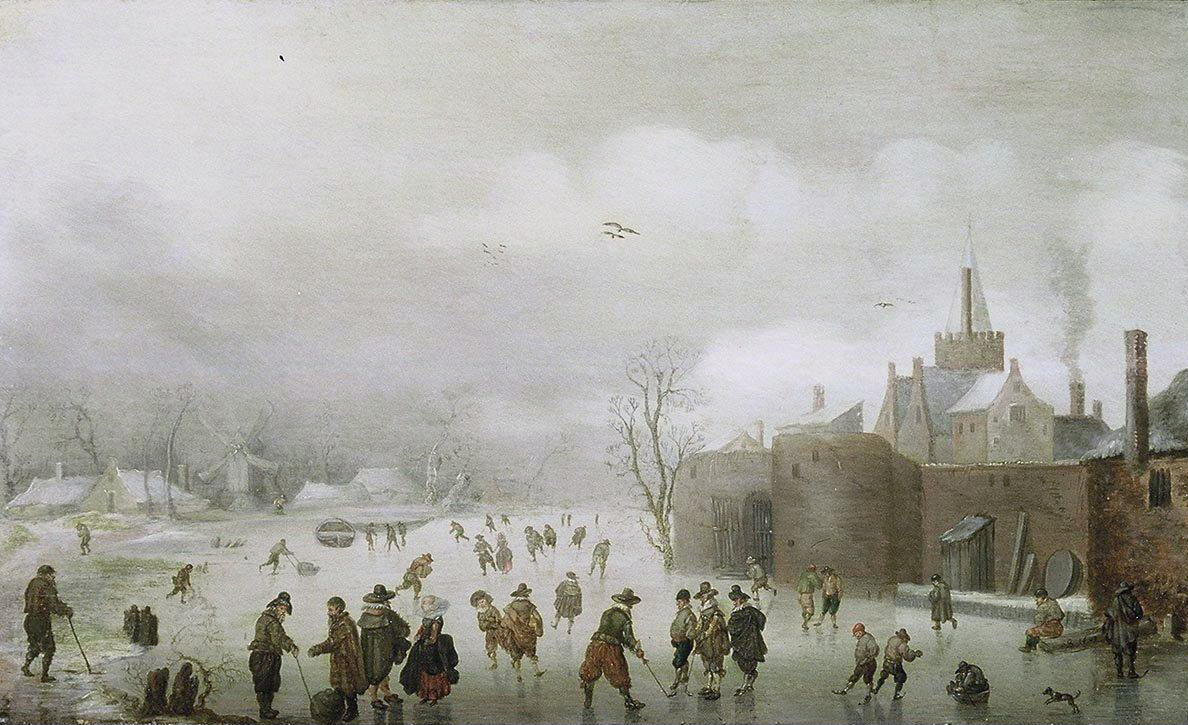
Anthonie Verstraelen, Paysage d'hiver, c. 1623, 26,2 x 43 cm, La Haye, Mauritshuis.

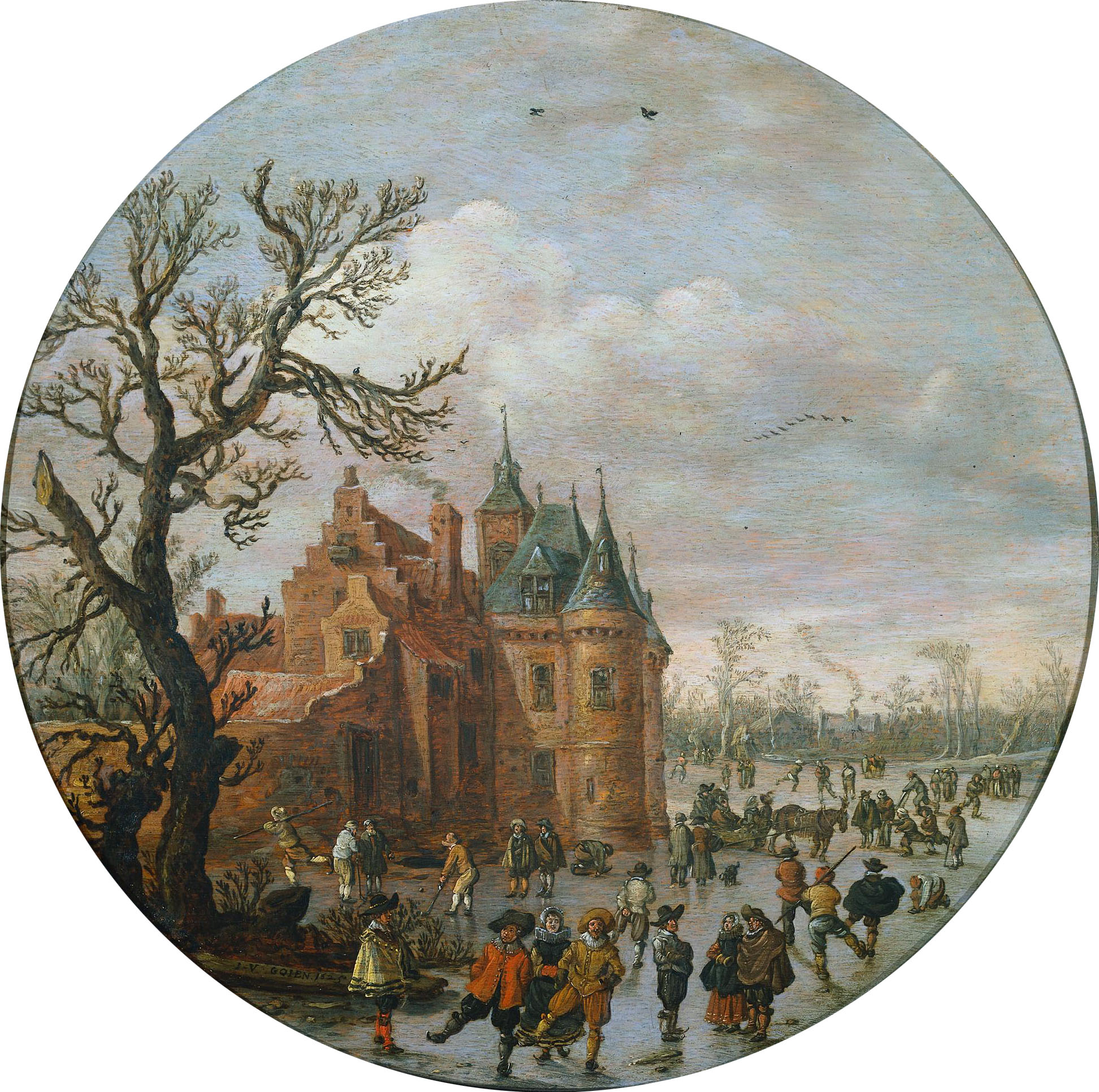
Jan van Goyen, Hiver, 1625, diamètre 33,4 cm, Rijksmuseum, Amsterdam.

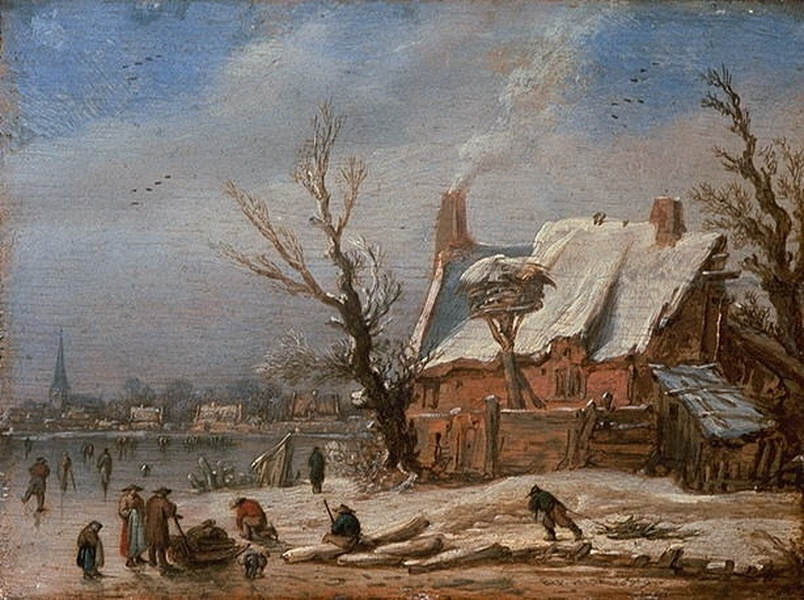
Esaias van de Velde, Paysage d'hiver, 1629, 11,2 x 14,9 cm, Cologne, Wallraf-Richartz Museum.

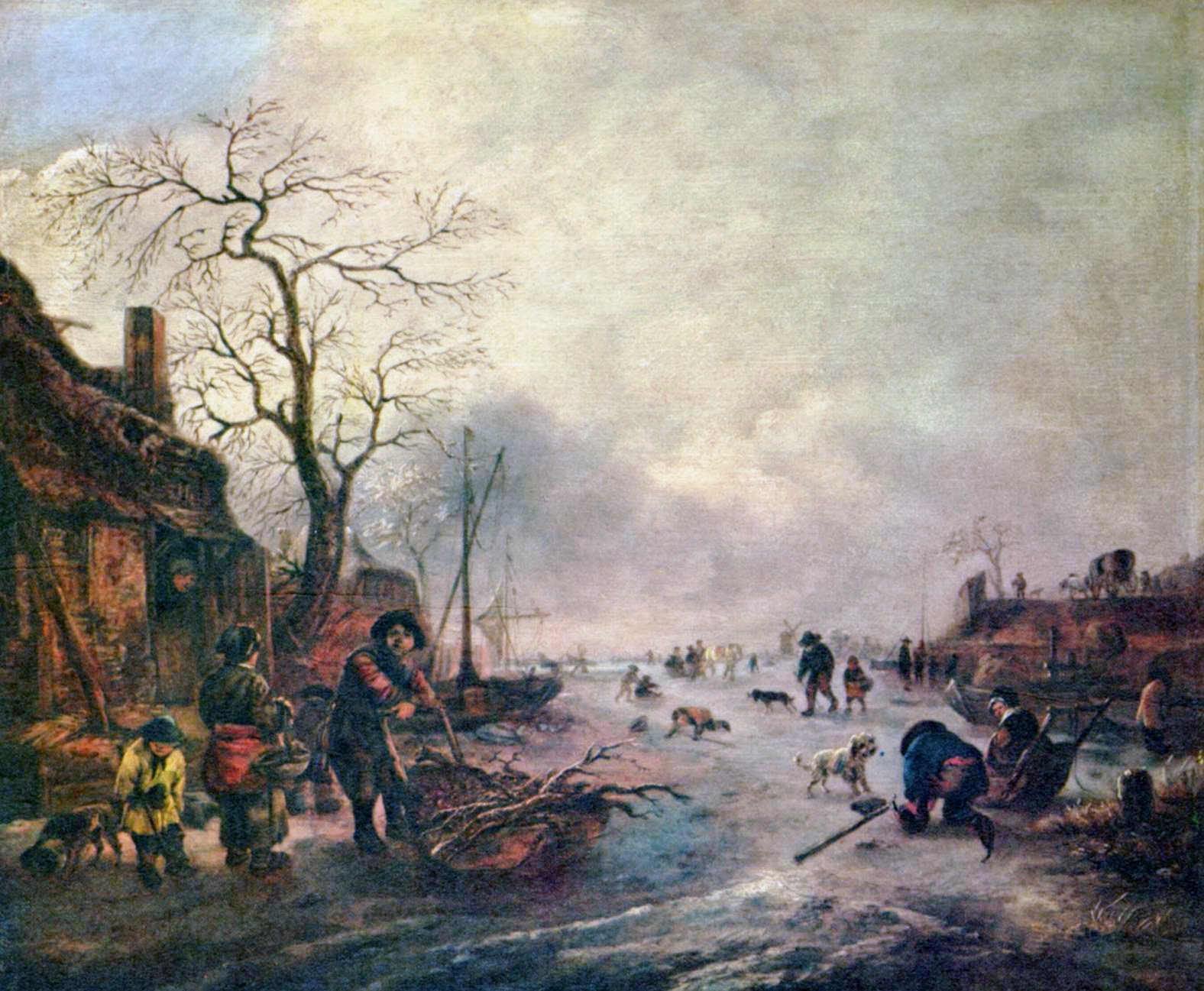
Isaac van Ostade, 1640/45, 33,5 × 40 cm, Dresde, Gemäldegalerie Alte Meister.

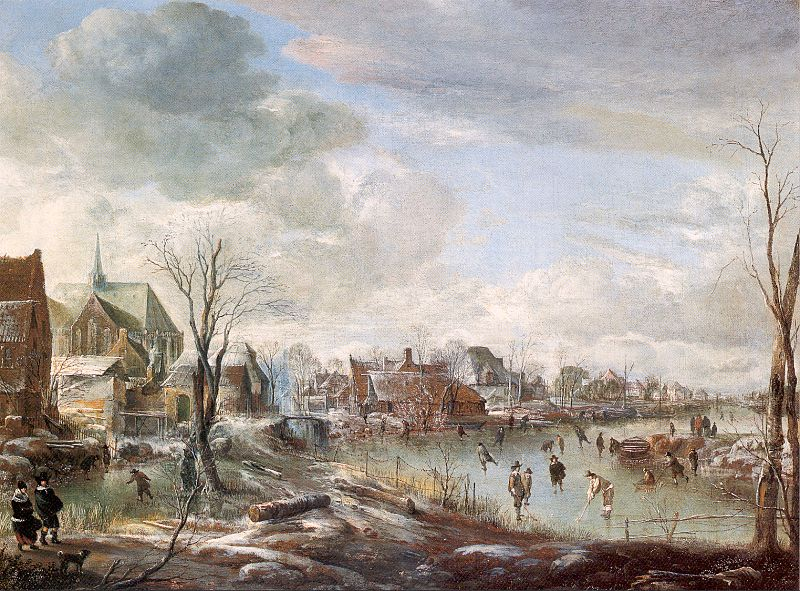
Aernout van der Neer, 1648, Londres, National Gallery of England.

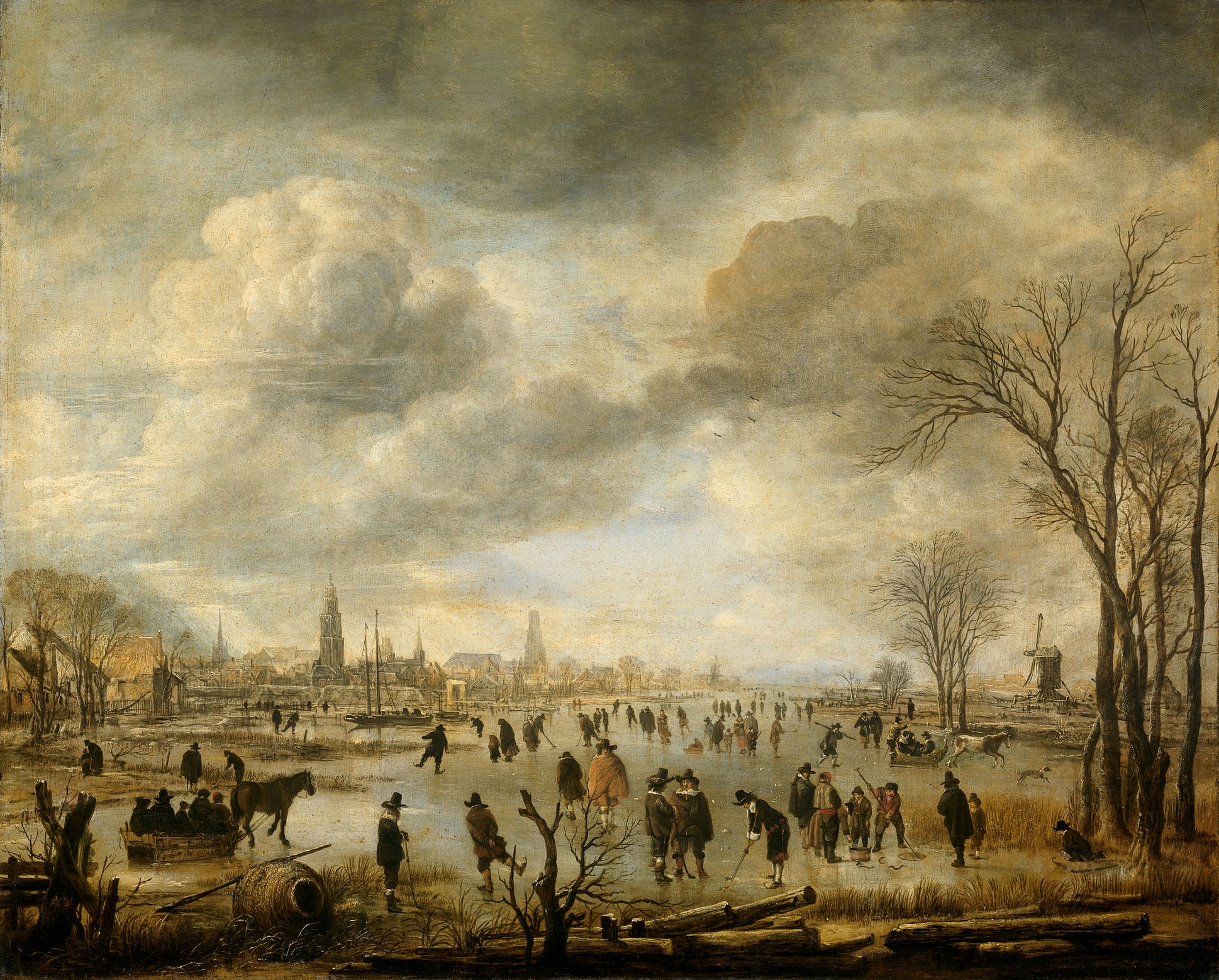
Aernout van der Neer, Rivière gelée en hiver, c. 1650, 64 × 79 cm, Rijksmuseum, Amsterdam.

Paysage d'hiver ou Scène d'hiver est le titre donné à de nombreux tableaux de peintres flamands et néerlandais des XVIe et XVIIe siècles. L'ensemble de ces œuvres compose un genre particulier de la peinture de paysages.

## Histoire
Dans l'art occidental, le peintre flamand Pieter Brueghel l'Ancien (1525-1569) peut être considéré comme le créateur de la tradition du paysage hivernal, particulièrement développée en Hollande par Hendrick Avercamp (1585-1634) « le meilleur peintre de scènes d'hiver ».
Une large part de ces peintures figurent de nombreux patineurs et joueurs de golf évoluant sur des rivières ou canaux gelés. C'est que, chez les Hollandais, « le sport hivernal était le patinage », explique Paul Zumthor. « Durant les quelques semaines où lacs et canaux étaient gelés, personne ne quittait plus ses patins. Jeunes et vieux, hommes et femmes, prédicants, magistrats, princes, tout le monde vivait sur la glace. On se passionnait, il y avait des champions célèbres », ajoute-t-il, précisant qu'« à La Haye, les jeunes nobles organisaient des courses de traîneaux sur les canaux proches du palais ».
Il est aussi intéressant de constater que cette « mode » correspond à une oscillation climatique connue sous le nom de Petit âge glaciaire (entre 1350 et 1860, avec un climax entre 1565 et 1665).
Dans son ouvrage Weather (1981), William James Burroughs analyse la représentation picturale de l'hiver et constate que la majeure partie des œuvres abordant ce thème ont été produites entre 1565 et 1665, ce qui correspond à un déclin climatique enregistré dans les glaces à partir de 1550. Très peu de représentations hivernales ayant été dénombrées auparavant, il est probable que l'hiver particulièrement rude de 1565 ait inspiré de nombreux artistes. On peut ainsi noter que toutes les peintures de Bruegel l'Ancien où la neige est souvent un élément central ont été réalisées en 1565. Entre 1627 et 1640, la production des Paysages d'hiver s'amoindrit, ce qui correspond à un réchauffement léger des températures mais peut signifier que le thème ait été considérée comme suffisamment traité. Par contre, le déclin final des peintures traitant de l'hiver ne coïncide pas avec une amélioration franche des conditions climatiques : Burroughs avance donc que l'effet de mode a joué.

## Peintres flamands et néerlandais de paysages d'hiver
(Ordre chronologique des dates de naissance)
- Pieter Brueghel l'Ancien (Brueghel, près de Breda, c. 1525 - Bruxelles, 1569)
- Jacob Savery I (Courtrai,vers 1545 ou 1565 - Amsterdam, 1603)[3]
- Pieter Bruegel le Jeune (Bruxelles, 1564 - Anvers, 1638), fils de Pieter Brueghel l'Ancien
- Abel Grimmer (vers 1570 - avant 1619)
- Jacob Grimmer (1595 - ?)
- Pieter Balten (actif c. 1596)
- Joos de Momper (Anvers, 1564 - Anvers,1635)
- Denis van Alsloot (Malines, vers 1570 - Bruxelles, vers 1626)
- David Vinckboons (Malines, 1576 - Amsterdam?, vers 1632)
- Hendrick Avercamp (Amsterdam, 1585 - Kampen, 1634)
- Adam van Breen (Amsterdam, 1585 - Norvège, 1646)
- Gijsbrecht Leytens (Anvers, 1586 - 1656)
- Esaias van de Velde (Amsterdam, 1587 - La Haye, 1630)
- Adriaen van de Venne (Delft, 1589 - La Haye, 1662)
- Christoffel van den Berghe (vers 1590 - après 1642)
- Mattheus Molanus (vers 1590 -1645)
- Jan van de Velde (1593 - 1641)
- Antonie Verstralen (Gorkum, 1593/4 - Amsterdam, 1641) (Antonie Verstralen, Wikipédia en néerlandais)
- Lucas van Uden (1595 - 1672)
- Jan van Goyen (Leyde, 1596 - La Haye, 1656)
- Philippe de Momper (Anvers c. 1598 - c. 1634)
- Salomon van Ruysdael (Naarden, 1600-1603 - Haarlem, 1670)
- Aernout van der Neer (Amsterdam, 1603/4 - Amsterdam, 1677)
- Rembrandt van Rijn (Leyde, 1606 - Amsterdam, 1669)
- Barent Avercamp (Kampen, 1612 - 1672 ou 1679), neveu ou frère cadet d'Hendrick Avercamp
- Isaak Van Oosten (Anvers, 1613-1661)
- Philips Wouwerman (Haarlem, 1619 - Haarlem, 1668)
- Aelbert Cuyp (Dordrecht, 1620-1621 - Dordrecht, 1691)
- Hendrick Jacobsz Dubbels (1620 ou 1621 - 1676)
- Adriaen Verdoel (vers 1620 - après 1695)
- Isaac van Ostade (Haarlem, 1621 - Haarlem, 1649)
- Jan Abraham Beerstraten (1622-1666)
- Jan Steen (Leyde, 1625 - Leyde, 1679)
- Jan van de Cappelle (Amsterdam, 1626 - Amsterdam, 1679)
- Klaes Molenaer (Haarlem, av. 1630 - 1676)
- Adriaen van de Velde (Amsterdam, 1636 - Amsterdam, 1672)
- Klaes Molenaer (vers 1651 - ap. 1676)

## Interprétations
Selon Bernard Lamblin, « le paysage d'Hiver est au XVIIe siècle le paysage hollandais par excellence. Les peintres hollandais ont rencontré peu de concurrence sur ce terrain ». « Reste qu'il est rare », ajoute-t-il, « qu'ils offrent une image de cette saison dépouillée de son cortège d'incidents pittoresques. C'est que la présence de l'homme et de ses jeux se laisse moins facilement oublier dans les scènes hivernales ; c'est aussi que le joug de la tradition flamande y est plus lourd à secouer. L'ombre des paysages allégoriques des « Saisons » et des « Mois » n'a pas totalement cessé de se projeter sur nombre de paysages hivernaux »<. On ne peut cependant conclure de ces « survivances » que les peintres hollandais ne se soient pas intéressés à la Nature elle-même : « si l'homme est toujours présent, il ne joue pas le premier rôle ».
Bernard Lamblin développe ainsi une comparaison entre les natures mortes et les paysages hollandais. Le relatif effacement de l'homme que manifeste cette peinture de paysages signifie-t-il qu'elle « cherche à nous faire sentir le caractère fragile de son existence, l'absurdité de son agitation face au devenir éternel de la Nature ? Certainement pas. » La Nature morte hollandaise est « remplie d'allusions à notre finitude ». « Foncièrement anthropocentrique », elle fourmille, à travers la dimension symbolique des objets qu'elle rassemble, chandelles, montres ou lépidoptères, d'« allusions à notre condition temporelle ». Au contraire, « le paysage présente un monde où nous sommes chez nous, une nature qui ne proclame ni n'insinue que notre existence est précaire. Ce serait plutôt l'expression tacite d'un contentement que nous découvrons dans le paysage des Pays-Bas, le sentiment que ce coin d'univers n'est pas grandiose, mais qu'il est le point d'ancrage de notre pouvoir humain. »

## Philosophie
À propos de la peinture hollandaise le philosophe Hegel emploie dans son Esthétique l'expression « le dimanche de la vie », qui conviendrait particulièrement à la peinture de Paysages d'hiver.
Alors même que l'art hollandais, écrit-il, « passe des sujets insignifiants et grossiers aux scènes de la vie paysanne, à la nature grossière et vulgaire, ces scènes sont tellement pénétrées de naïve gaieté et de joie spontanée que ce sont cette gaieté et cette joie qui semblent constituer le vrai contenu, et non la grossièreté et la vulgarité des scènes. (...) Le moment idéal réside justement dans cette licence exempte de soucis : c'est le dimanche de la vie, qui nivelle tout et éloigne tout ce qui est mauvais ; des hommes doués d'une aussi bonne humeur ne peuvent être foncièrement mauvais ou vils ».

## Postérité de ce thème

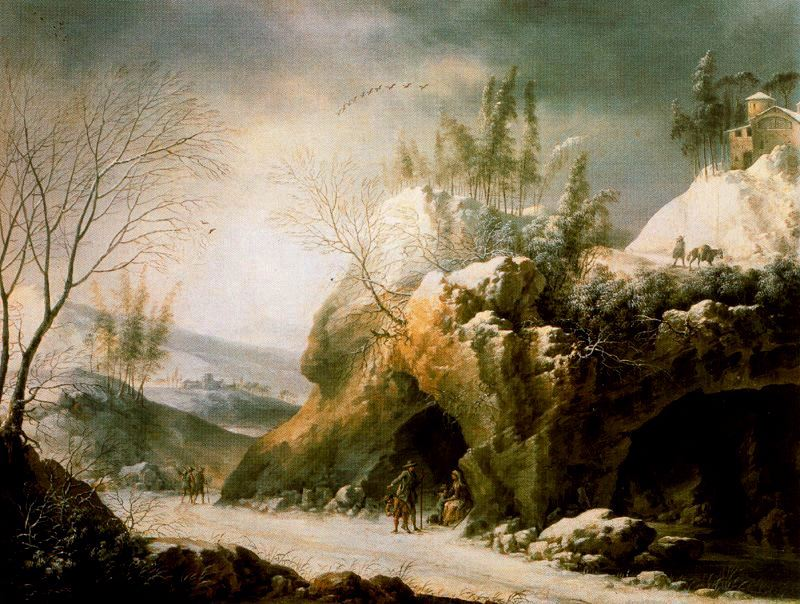
Francesco Foschi, Paysage hivernal dans les Apennins avec une grotte, 48 x 62 cm, Madrid, Musée Thyssen-Bornemisza

Au XVIIIe siècle le peintre italien Francesco Foschi (1710-1780 ou 90) est célèbre pour ses nombreux paysages d'hiver, de même, le dernier représentant de la dynastie des peintres van Loo : Jules-César-Denis van Loo (1743-1821). Charles Beschey (Anvers, 1706-1776) peint un Paysage d'hiver animé de personnages et patineurs, Heinrich Wilhelm Schweickardt (1746-1797) peint un Paysage d'hiver avec patineurs, Andreas Schelfhout (1787-1870) des Patineurs et on attribue à Louis-Claude Malbranche (1790-1838) plusieurs Paysage d'hiver.
Au XIXe siècle Frederik M. Kruseman peint en 1852 un paysage d'hiver.

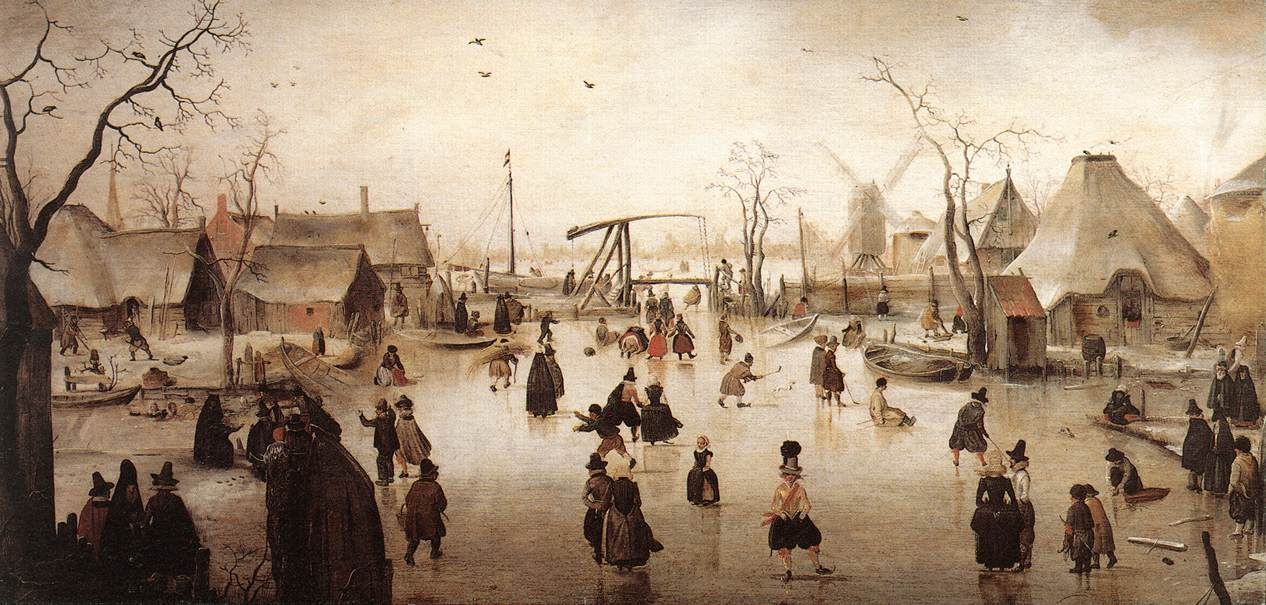
Hendrick Avercamp, Scène d'hiver avec patineurs près d'un château, vers 1610, 36 c 71 cm, La Haye, Mauritshuis.

Au XXe siècle il serait encore possible de trouver une lointaine postérité du Paysage d'hiver flamand et néerlandais dans plusieurs peintures non figuratives de Manessier. Bernard Ceysson met ainsi en rapport les « paysages hollandais »  qu'il réalise en 1955 et 1956, après un voyage en Hollande en février 1955, avec l'œuvre d'Avercamp. Fête en Zeeland (1955) lui semble « devoir être mis en parallèle avec L'Hiver d'Hendrick Avercamp ». « On sait », ajoute-t-il, « que Manessier a peint, en hommage à cet artiste, une petite étude », datée 1969, « reprenant dans sa forme en tondo celle de Scène d'hiver avec patineurs près d'un château » (Mauritshuis, La Haye).

## Jugements
« Cependant ces petits maîtres amenuisèrent leurs images à l'anecdote amusante de promeneurs, de patineurs, d'un repas de paysans. Conteurs et indifférents à l'unité d'impression, ils ne résistèrent pas à la joie d'une tache vive, un vermillon qui étonne parmi les gris et les blancs. Ils n'ont surtout jamais fait qu'un paysage indéfiniment répété, Arentsz des pêcheurs dans les polders, Avercamp le patinage. »

— Robert Genaille, La peinture hollandaise, Éditions Pierre Tisné, Paris, 1956, p. 26